# Vulture-Melfese
Pour les articles homonymes, voir Vulture (homonymie).

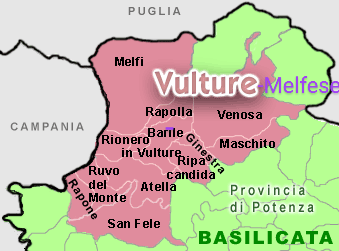
La Vulture.

Le Vulture-Melfese, parfois appelé Vulture-Alto Bradano ou Vulture, est une sous-région géographique et historique d'Italie. Elle se situe dans le nord de la province de Potenza dans la région de Basilicate.
Le nom de la sous-région provient du mont Vultur.
Le Vulture est notable pour son vin rouge DOC Aglianico del Vulture.